# 山村進
山村 進（やまむら すすむ、1947年（昭和22年） - ）は、陸上競技（中距離走・長距離走）指導者、元中学校教師。山口県周南市在住。

## 功績
独自の体育科学論に基づく、効果的な長距離走の練習法を実践し、山口県東部の中学校で陸上競技の教育、普及に努めた。特に、長距離部門において功績が大きい。転勤先の学校に赴任するたびに、その学校の陸上競技部の顧問に就任し、赴任先の学校の駅伝部を全国レベルまで育てた。。1993年に光市立浅江中学校では全国中学校駅伝大会において女子チームを全国優勝に導いた。有力スポーツ選手が他県に流出しがちの山口県中体連で長距離走部門の強化担当を務め、2000年1月に光市で行われた選手、指導者による合同合宿では若手指導者の指導にも力を注いだ。また校長として在籍した光市立大和中学校も2007年に女子が全国中学校駅伝で7位となっている。
また防府市を拠点とするNPO法人「潮アスレチッククラブ」の会長を務めており陸上競技の普及活動を行ったり、県内の中高の陸上競技部の合同合宿を行うなど、陸上競技の教育、普及と共に指導者の育成にも力を注いでいる。長年の陸上競技の普及、教育に対して、日本陸上競技連盟から特別表彰を受けている。
光市立大和中学校校長を最後に定年退職。現在は聖光高等学校募集対策室室長の職を務めながら同校の陸上競技部の監督に就任している。

### 主な教え子
- 国近友昭（アテネオリンピックマラソン日本代表）
- 梅木蔵雄（箱根駅伝・全日本大学駅伝区間賞獲得）[要出典]
- 市川良子（アトランタオリンピック5000m代表、シドニーオリンピック5000m代表）